# Sebastián Ariel Romero
Sebastián Ariel Romero (Berisso, 27 aprile 1978) è un allenatore di calcio ed ex calciatore argentino, di ruolo attaccante.